# 八幡神社 (香美町)
八幡神社（はちまんじんじゃ）は兵庫県美方郡香美町小代区貫田にある神社。近代社格制度では村社に列する。

## 概要
小代区は地区ごとに一つずつ神社が存在している。その規模は大小さまざまであり、貫田のこの神社は平均的な規模である。久安3年、京都の石清水八幡宮より分霊を勧請したのが始まりである。

## 祭神
出典：
応神天皇（おうじんてんのう）
応神天皇は武神や出世開運の神として崇められている。小代区では農業に関係する神を祀る神社が多い中、ある意味異色の神社と言えるかもしれない。

## 歴史
出典:
- 1147年（久安3年） - 京都石清水八幡宮より分霊を勧請
- 1700年（元禄13年） - 神仏習合の影響を受け、八幡大菩薩阿弥陀如来と尊称する
- 1870年（明治3年） - 八幡神社と改称
- 1873年（明治6年） - 村社となる

## 重要建築物
この神社の境内には4棟の建物があり、そのうちの３棟が町指定文化財に指定されている。香美町の神社建築の特徴である「本殿・境内社・堂」のセットが保存状態良く残されており、この地域の神社が、人々の集う「場」としての役割があったことを示している。
- 指定年月日：2018（平成30）年4月23日
- 種別：有形文化財　建造物
- 所有者・所在地：（宗）八幡神社・香美町小代区貫田

本殿
- 建立：1815（文化12）年
- 様式：一間社流造、千鳥破風、軒唐破風、杮葺

稲荷社
- 建立：1815（文化12）年
- 様式：正面一間、側面二間、正面入母屋造、背面切妻造、正面軒唐破風付き、板葺

薬師堂
- 建立：19世紀中期
- 様式：正面一間、背面四間、側面三間、宝形造、鉄板葺

## 余談
貫田地区は小代区の中でも子どもの数が多く、その親世代が中心となって縁日を開催したり、2023年には境内で運動会も催された。貫田地区では定期的に総会が行われ、地域住民によって維持・管理されている。また、境内からの眺望の良さにも定評がある。